# 180 p.n.e.
| [ Edytuj tabelę ] | |
| Król Armenii      | - 188 p.n.e. Artakses I 165 p.n.e.                                                                                |
| Król Baktrii      | - 190 p.n.e. Agatokles Baktryjski 180 p.n.e. - 190 p.n.e. Pantaleon 180 p.n.e. - 185 p.n.e. Antymachos 170 p.n.e. |
| Król Bitynii      | - 182 p.n.e. Prusjasz II 149 p.n.e.                                                                               |
| Cesarz Chin       | - 184 p.n.e. Liu Hong 180 p.n.e. - 180 p.n.e. Han Wendi 157 p.n.e.                                                |
| Władca Egiptu     | - 204 p.n.e. Ptolemeusz V 180 p.n.e. - 194 p.n.e. Kleopatra I 176 p.n.e. - 180 p.n.e. Ptolemeusz VI 145 p.n.e.    |
| Król Ilirii       | - 181 p.n.e. Gentios 168 p.n.e.                                                                                   |
| Król Kapadocji    | - 220 p.n.e. Ariarates IV 163 p.n.e.                                                                              |
| Władca Korei      | - 194 p.n.e. Wiman 161 p.n.e.                                                                                     |
| Król Macedonii    | - 221 p.n.e. Filip V 179 p.n.e.                                                                                   |
| Król Numidii      | - 206 p.n.e. Masynissa 148 p.n.e.                                                                                 |
| Król Partów       | - 191 p.n.e. Priapatius 176 p.n.e.                                                                                |
| Władca Pergamonu  | - 197 p.n.e. Eumenes II 159 p.n.e.                                                                                |
| Król Pontu        | - 185 p.n.e. Farnakes I 159 p.n.e.                                                                                |
| Władca Seleucydów | - 187 p.n.e. Seleukos IV Filopator 175 p.n.e.                                                                     |

Rok 180 p.n.e.
stulecia: III wiek p.n.e. ~
II wiek p.n.e. ~
I wiek p.n.e.

lata: 190 p.n.e. «
184 p.n.e. «
183 p.n.e. «
182 p.n.e. «
181 p.n.e. «
180 p.n.e. »
179 p.n.e. »
178 p.n.e. »
177 p.n.e. »
176 p.n.e. »
170 p.n.e.

## Wydarzenia
- Azja
  - Grecy z Baktrii opanowali północno-zachodnie Indie (data sporna lub przybliżona)
- Europa
  - Piza została zdobyta przez Rzym
  - Lex Villia Annalis w Rzymie
  - budowa Wielkiego Ołtarza Pergamońskiego

## Urodzili się
- Lucyliusz, poeta rzymski (data przybliżona lub sporna)

## Zmarli
- Arystofanes z Bizancjum, filolog grecki

- otruty przez własnych wodzów został Ptolemeusz V Epifanes